# Companyia Reusenca de Tramvies

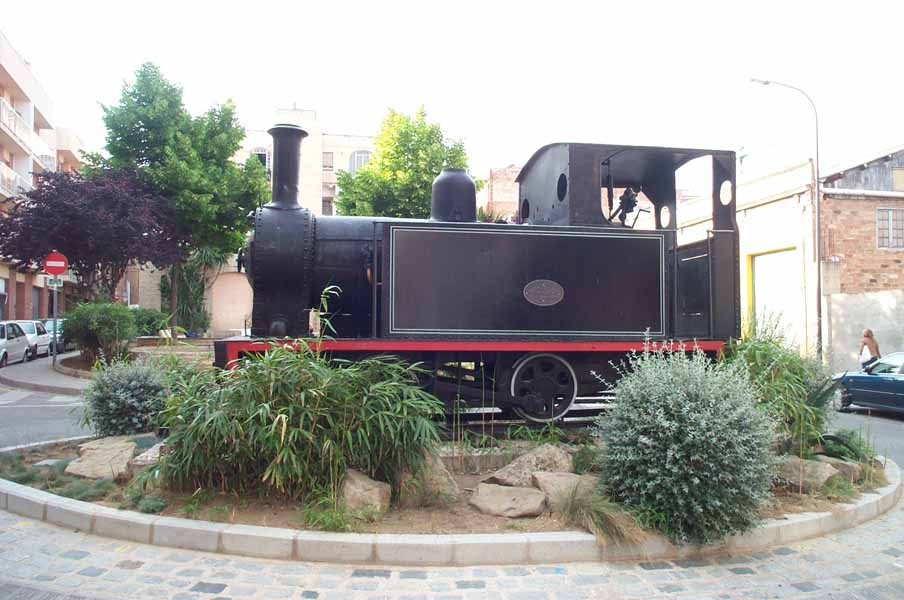
Monument al Carrilet a Reus

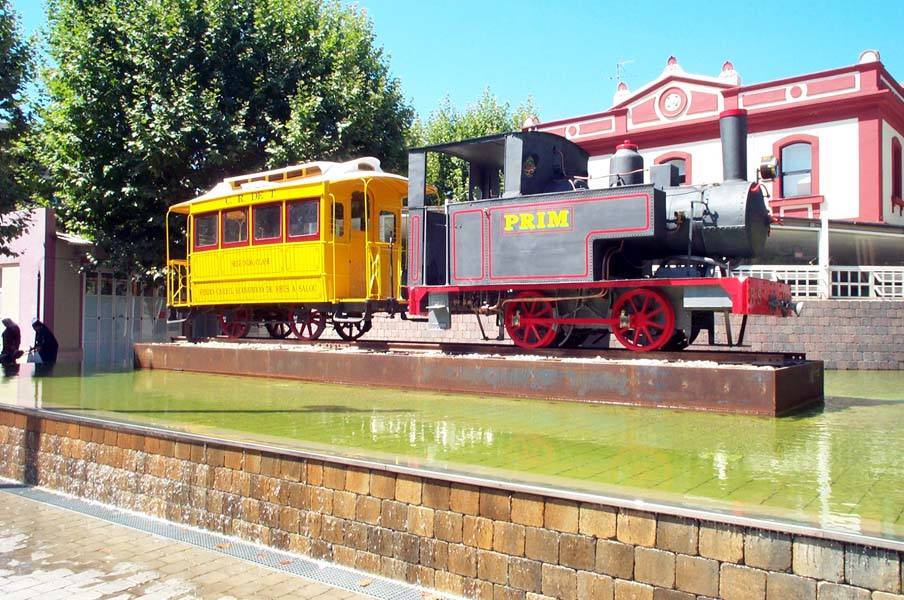
Monument al Carrilet a Salou

La Companyia Reusenca de Tramvies va ser una societat fundada el 1881 per explotar la línia de ferrocarril Reus-Salou, conegut com el Carrilet de Reus a Salou. En la dècada de 1960 el Carrilet era utilitzat cada cap de setmana per milers de persones que volien anar a Salou, a la platja. La línia es va tancar el 1975 degut a l'accés massiu al cotxe.

## Història
La història del ferrocarril de Reus a Salou va ser una llarga successió de projectes fallits. Ja el 1802 l'enginyer Gabriel Betancourt va fer una proposta per construir un tramvia de tracció animal, que fou refusada en favor de la construcció d'un Canal. El 1833 una primera proposta de ferrocarril no va arribar a quallar, tot i l'informe favorable de les autoritats provincials. El 1857, Ramon Alba, que havia estat alcalde de Reus, es presentà al Consistori reusenc a explicar el projecte de ferrocarril de Reus a Salou, que permetria reutilitzar el port i demanà el suport de l'Ajuntament. El 1859 es presentà un nou projecte, que proposava dues línies, una directa a Salou, de 8.500 metres, i l'altra passant per Vila-seca, de 9.400 metres. El 1861 es tornava a reclamar el ferrocarril. El 1863 el governador de la província signà un decret anunciant el projecte de la "construcción de un ferrocarril de Reus al puerto de Salou". El 1865 es tornà a proposar el projecte, aquesta vegada un ferrocarril lleuger, i el 1866 els comerciants reusencs van fer una nova proposta, ja que la línia de València a Barcelona no passava per Reus, però sí per Salou. Es van fer noves propostes per part de la Junta Revolucionària el 1868, i per diversos comerciants el 1871 que no van tirar endavant. El 1875 els reusencs Sebastià Cabot i Antoni Fusté, que ja havien participat en una petició anterior, demanen la concessió al govern civil d'un tramvia a tracció animal amb una línia de pas per Vila-seca, que no és aprovada pel govern espanyol fins al 1881 i que no s'arribà a realitzar. Es van començar les gestions a través de la "Sociedad Reusense de Tranvias", que buscà accionistes. En aquesta societat hi havia Felip Font, Cristobal Montagut, administrador del Banc de Reus, Josep Iglesias, Leopold Suqué, Antoni Llorens i Jaume Aguadé. Güell i Mercader va fer diverses gestions personals prop del Ministre de Foment Montero Ríos per a agilitzar el projecte. Es començaren les obres el 1886 i el 1887 es feren les primeres proves i la inauguració.

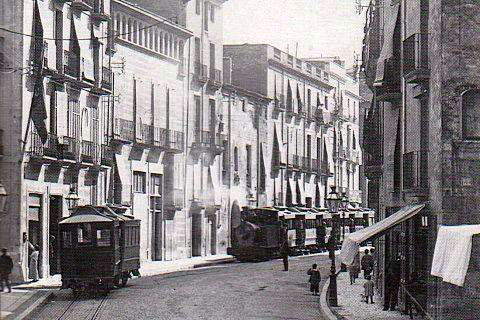
Pas del carrilet pel raval de Robuster el 1885

La línia va servir com a transport de mercaderies, sobretot per enllaçar amb la línia fèrria de Barcelona a València, i es va construir una estació específica amb magatzems i vies mortes al lloc que havia estat inicialment l'estació del tren de Reus a Tarragona, construïda el 1856. I també pel transport de passatgers a les platges durant els estius, sobretot durant la República, quan es van popularitzar els banys a la platja, i després, en la postguerra. L'estació pels passatgers es va instal·lar primer al raval de Robuster i el trenet circulava per dins de la ciutat. Després es va traslladar l'estació al carrer del Palo Santo, més als afores.
La companyia va disposar al llarg de la seva història de 10 locomotores, de les quals sis han desaparegut, tres han estat convertides en monument i podem veure-les a Reus, Salou i Vilafortuny - Cambrils. Una màquina ha estat preservada per un particular que la conserva en un xalet entre Castellvell i Almoster.
Els anys cinquanta la línia es va modernitzar, però el 1970 va adquirir la majoria de les accions la companyia comarcal d'autobusos "La Hispania", cosa que va portar a la suspensió del servei el 1974 i a la seva desaparició el 1975.
Durant un temps es va plantejar la construcció d'un nou tren elevat, una mena de monorail que uniria les dues poblacions, patrocinat pel llavors alcalde Josep Francesc Llevat, però mai es va dur a terme tot i que es va fer una exposició al Centre de Lectura de Reus, a imitació d'un que ja funcionava a Las Palmas de Gran Canaria, que en l'actualitat també ha desaparegut. Al lloc on hi havia hagut l'estació de mercaderies, s'hi va inaugurar el 1983 per l'alcalde Anton Borrell el Mercat del Carrilet.
L'any 1987 es va celebrar el centenari del carrilet, amb la participació de l'Associació d'Amics del Ferrocarril de Reus.